# Kurt Landau
Kurt Landau (29 de enero de 1903 – desaparecido el 23 de septiembre de 1937) fue un político austríaco de ideología comunista. 

## Biografía
Nació en Viena en 1903. Procedía de una familia origen judío.
En 1921 se afilió al Partido Comunista de Austria (KPÖ). Antiestalinista y perteneciente a la Oposición de izquierda, se convirtió en colaborador de León Trotski. Ello motivó su expulsión del KPÖ en 1926. Posteriormente se trasladó a Berlín y luego a París. Su devenir político le llevó a romper con Trotski por discrepancias ideológicas. Tras el estallido de la Guerra Civil Española, en noviembre de 1936 Kurt y su esposa Katja se trasladaron a Barcelona, por invitación de Andrés Nin, líder del POUM.
Durante su estancia en la ciudad condal, bajo el pseudónimo de «Wolf Bertram», Landau se convirtió en un estrecho colaborador de Nin y actuó de enlace entre el POUM y periodistas extranjeros. Sin embargo, también se ganó muchos enemigos por su oposición a la política gubernamental de militarizar las milicias y sus críticas a los soviéticos. Llegó a publicar un panfleto donde comparaba la hostilidad soviética a la CNT-FAI y al POUM con la represión de los comunistas alemanes por los Freikorps tras la fallida revolución de 1918; esta obra provocó la indignación de los soviéticos, que lo acusaron de ser un agente de la Gestapo nazi. Tras los sucesos de mayo de 1937 y la ilegalización del POUM por las autoridades republicanas, Kurt Landau pasó a la clandestinidad y se ocultó durante algún tiempo. No obstante, fue descubierto y detenido por agentes soviéticos el 23 de septiembre de 1937. A partir de ese momento, se perdió su rastro. Se considera que fue asesinado tras su detención.
Su esposa Katja fue detenida por la policía republicana y encarcelada durante algún tiempo, aunque puesta en libertad a finales de 1937.